# Campomanfoli
Campomanfoli is een plaats (frazione) in de Italiaanse gemeente Castel San Giorgio.